# Óscar Boniek García
Óscar Boniek García, né le 4 septembre 1984 à Tegucigalpa, est un footballeur international hondurien. Il joue au poste de milieu de terrain au CD Olimpia.

## Biographie

### En club
Son second prénom, Boniek, a été donné par son père, supporter de la Juventus, en l'honneur de Zbigniew Boniek, grand joueur polonais des années 1980.
Formé au Club Deportivo Olimpia, Óscar Boniek García y fait ses débuts professionnels, puis rejoint le CD Marathón en 2006. Un an plus tard, il retourne dans son club formateur. Entretemps, il est appelé en équipe nationale, où il joue régulièrement.
En juillet 2008, il effectue un essai de quinze jours au Paris Saint-Germain, et y joue deux matches amicaux lors de la tournée du club au Portugal, contre le Vitória Guimarães et le Benfica, mais n'est finalement pas retenu par le club parisien.
Le 17 août 2009, il est annoncé au Wigan Athletic Football Club, club de Premier League, et doit y signer un contrat de trois ans, comme son coéquipier Roger Rojas. Mais le transfert ne se fait pas, et García retourne à l'Olimpia.
En juin 2012, il rejoint la Major League Soccer en signant au Dynamo de Houston.
Le 22 septembre 2013, il se met en évidence en marquant un doublé en MLS, lors de la réception du Chivas USA. Son équipe s'impose sur le large score de 5-1.

### En équipe nationale
Óscar Boniek García reçoit un total de 132 sélections en équipe du Honduras entre 2005 et 2021, pour trois buts inscrits.
Il reçoit sa première sélection avec le Honduras le 2 juillet 2005, en amical contre le Canada (victoire 1-2).
En juillet 2005, il participe à la Gold Cup organisée aux États-Unis. Lors de cette compétition, il est titulaire et joue cinq matchs. Le Honduras s'incline en demi-finale face aux États-Unis.
En février 2007, il joue la Coupe UNCAF des nations. Lors de cette compétition qui se déroule au Salvador, il prend part à trois matchs.
En juin 2007, il participe à sa deuxième Gold Cup. Lors de cette compétition, il joue quatre matchs. Le Honduras s'incline en quart de finale face à la Guadeloupe.
En janvier 2009, il dispute de nouveau la Coupe UNCAF des nations. Il joue quatre rencontres lors de cette compétition organisée dans son pays natal. Le Honduras se classe troisième du tournoi, en battant le Salvador lors de la "petite finale".
En juin 2010, il est retenu par le sélectionneur Reinaldo Rueda afin de participer à la Coupe du monde organisée en Afrique du Sud. Lors de ce mondial, il doit se contenter du banc des remplaçants et ne joue pas la moindre minute. Avec un bilan d'un nul et deux défaites, le Honduras ne parvient pas à dépasser le premier tour.
Le 4 septembre 2010, il inscrit son premier but en équipe nationale, en amical contre le Salvador, permettant à son équipe de faire match nul (2-2).
Il dispute ensuite en janvier 2011 la Copa Centroamericana. Lors de ce tournoi organisé au Panama, il joue deux matchs. Le Honduras remporte la compétition en battant le Costa Rica en finale.
Par la suite, en juin 2011, il participe à sa troisième Gold Cup. Il joue cinq matchs lors de ce tournoi, et se met en évidence lors du match de poule contre Grenade, en délivrant un total de quatre passes décisives. Le Honduras s'incline en demi-finale face au Mexique, après prolongation.
Il dispute ensuite de nouveau en janvier 2013 la Copa Centroamericana. Lors de cette compétition organisée au Costa Rica, il joue quatre matchs. Il délivre deux passes décisives, contre le Panama en phase de poule, puis contre le Belize en demi-finale. Le Honduras s'incline en finale face au pays organisateur.
Le 12 juin 2013, lors des éliminatoires du mondial 2014, il inscrit son deuxième but en équipe nationale, contre la Jamaïque, permettant à son équipe de s'imposer 2-0.
En 2014, il dispute sa deuxième Coupe du monde. Lors de ce mondial organisé au Brésil, il prend part aux trois matchs disputés par son équipe. Avec un bilan catastrophique de trois défaites en trois matchs, huit buts encaissés et un seul but marqué, le Honduras est éliminé dès le premier tour.
En juillet 2015, il participe à sa quatrième Gold Cup. Lors de cette compétition organisé aux États-Unis et au Canada, il doit se contenter du banc des remplaçants et ne joue pas la moindre minute. Avec un bilan d'un nul et deux défaites, le Honduras est éliminé dès le premier tour.
Le 30 mars 2016, lors des éliminatoires du mondial 2018, il inscrit son troisième et dernier but en équipe nationale, contre le Salvador, permettant à son équipe de s'imposer 2-0.
En juillet 2017, il prend part à sa cinquième Gold Cup. Lors de cette compétition, il joue quatre matchs. Le Honduras s'incline en quart de finale face au Mexique.
En juin 2021, il joue les demi-finales de la Ligue des nations de la CONCACAF, face aux États-Unis. Le Honduras se classe troisième du tournoi, en battant le Costa Rica lors de la "petite finale", après une séance de tirs au but.
En juillet 2021, il dispute sa sixième et dernière Gold Cup. Lors de cette compétition, il joue à nouveau quatre matchs. Le Honduras s'incline une nouvelle fois en quart de finale, et toujours face au Mexique.

## Palmarès
Honduras
- Copa Centroamericana (1) :
  - Vainqueur : 2011
  - Finaliste : 2013

 CD Olimpia
- Champion du Honduras (6) :
  - Tournoi de clôture : Clausura 2004, Clausura 2005, Clausura 2008, Clausura 2009, Clausura 2010
  - Tournoi d'ouverture : Apertura 2005

 Dynamo de Houston
- Vainqueur de la Lamar Hunt US Open Cup : 2018
- Finaliste de la Coupe de la MLS : 2012